# Општина Орља (Олт)
Орља (рум. Orlea) општина је у Румунији у округу Олт.
Oпштина се налази на надморској висини од 41 m.